# Shane Gibson
Shane Gibson (Houma, 21 de febrero de 1979 − Birmingham, Alabama, 15 de abril de 2014) fue un guitarrista estadounidense que formó parte de la banda de apoyo del grupo de Nu metal, Korn. También fue el guitarrista en la banda sonora del proyecto en solitario que sacó Jonathan Davis. 
Shane vivió la gran mayor parte de su adolescencia en Florida y terminó la carrera musical en 2002 en el Colegio Berklee, donde asistió gracias a una beca. Posteriormente se mudó a Los Ángeles, California, donde trabajó como un miembro temporal de la banda Kiss y luego en propagandas de televisión y música para películas. 
Richard Gibbs lo presentó a Jonathan Davis y luego fue aceptado para tocar en algunas fechas con Korn. Después de la ausencia de Head (Brian Welch) en enero de 2008, Gibson se convirtió en el guitarrista principal de Korn. Jonathan Davis declaró que Shane "le hace recordar a Brian Welch". Sin embargo, con la vuelta de Head a Korn en 2013, Gibson volvió a ser el guitarrista de apoyo de Korn.
Shane Gibson fue conocido por su trabajo solista, que destacó el empleo frecuente de riffs pesados, poliritmos, secuencias innovadoras Shane también formó una nueva banda de heavy metal llamada Stork con el baterista Thomas Lang.
Falleció el 15 de abril de 2014 en el hospital de Birmingham a los 35 años.